# Игер-Суй
Иге́р-Суй (фр. Higuères-Souye) — коммуна во Франции, находится в регионе Аквитания. Департамент — Атлантические Пиренеи. Входит в состав кантона Пе-де-Морлаас и дю Монтанерес. Округ коммуны — По.
Код INSEE коммуны — 64262.

## География
Коммуна расположена приблизительно в 650 км к югу от Парижа, в 165 км южнее Бордо, в 13 км к северо-востоку от По.
На западе коммуны протекают реки Люи-де-Франс и Адеж (фр. Hadège).

### Климат
Климат тёплый океанический. Зима мягкая, средняя температура января — от +5°С до +13°С, температуры ниже −10 °C бывают редко. Снег выпадает около 15 дней в году с ноября по апрель. Максимальная температура летом порядка 20-30 °C, выше 35 °C бывает очень редко. Количество осадков высокое, порядка 1100 мм в год. Характерна безветренная погода, сильные ветры очень редки.

## Население
Население коммуны на 2010 год составляло 284 человека.
| 1962 | 1968 | 1975 | 1982 | 1990 | 1999 | 2010 |
| ---- | ---- | ---- | ---- | ---- | ---- | ---- |
| 211  | 177  | 183  | 234  | 248  | 258  | 284  |

## Администрация
| Период | Период | Фамилия       | Партия | Примечания |
| ------ | ------ | ------------- | ------ | ---------- |
| 1995   | 2008   | Жан Дюк       |        |            |
| 2008   | 2020   | Иоланда Кусте |        |            |

## Экономика
В 2010 году среди 177 человек трудоспособного возраста (15-64 лет) 122 были экономически активными, 55 — неактивными (показатель активности — 68,9 %, в 1999 году было 79,7 %). Из 122 активных жителей работали 116 человек (62 мужчины и 54 женщины), безработных было 6 (2 мужчин и 4 женщины). Среди 55 неактивных 13 человек были учениками или студентами, 33 — пенсионерами, 9 были неактивными по другим причинам.

## Достопримечательности
- Церковь Успения Пресвятой Богородицы (1821 год)[4]
- Церковь Рождества Пресвятой Богородицы (XVIII век)[5]
- Руины часовни Св. Иоанна[6]
- Замок Одеба (XVIII век)[7]

## Фотогалерея

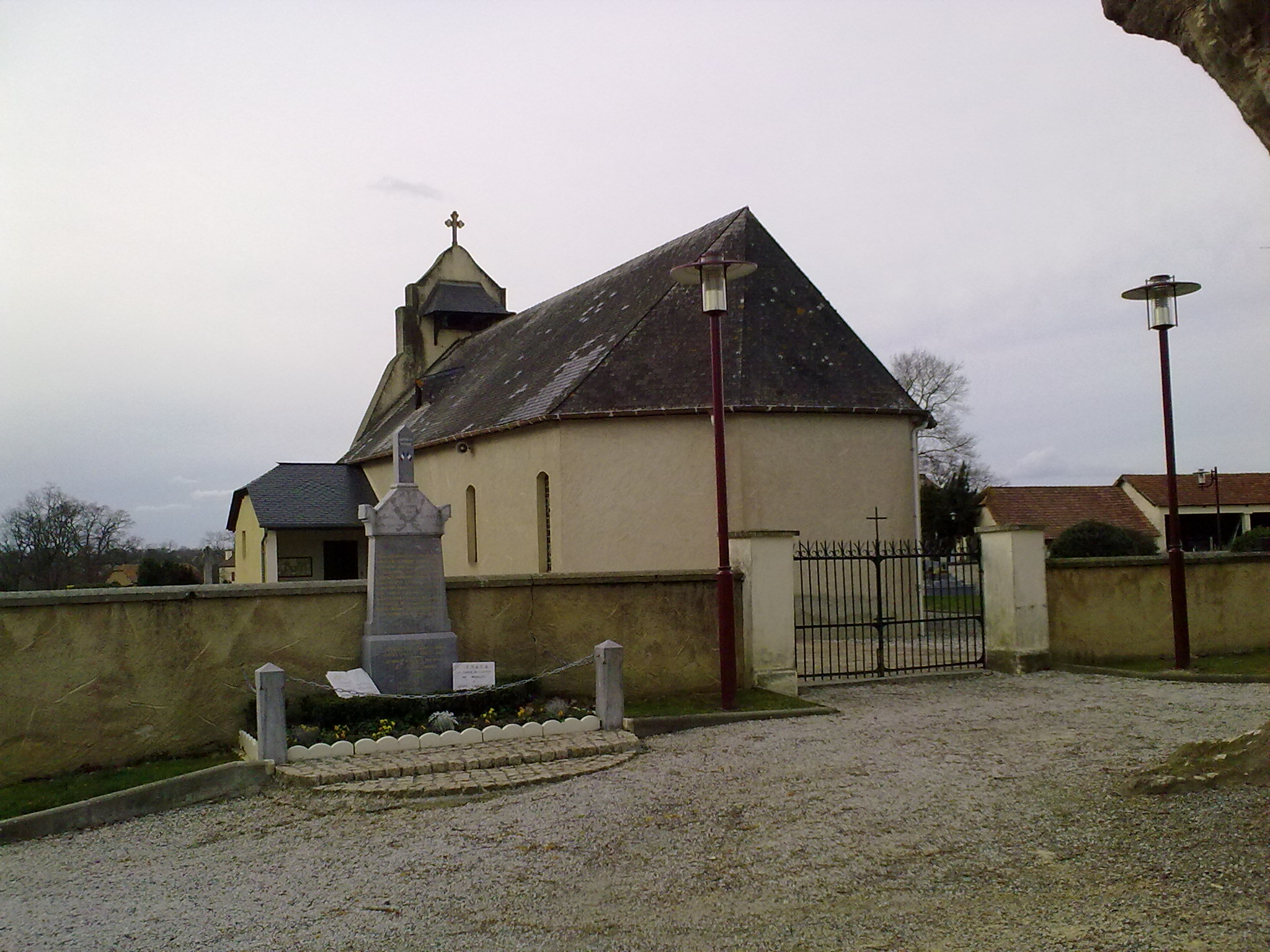
Церковь Успения Пресвятой Богородицы
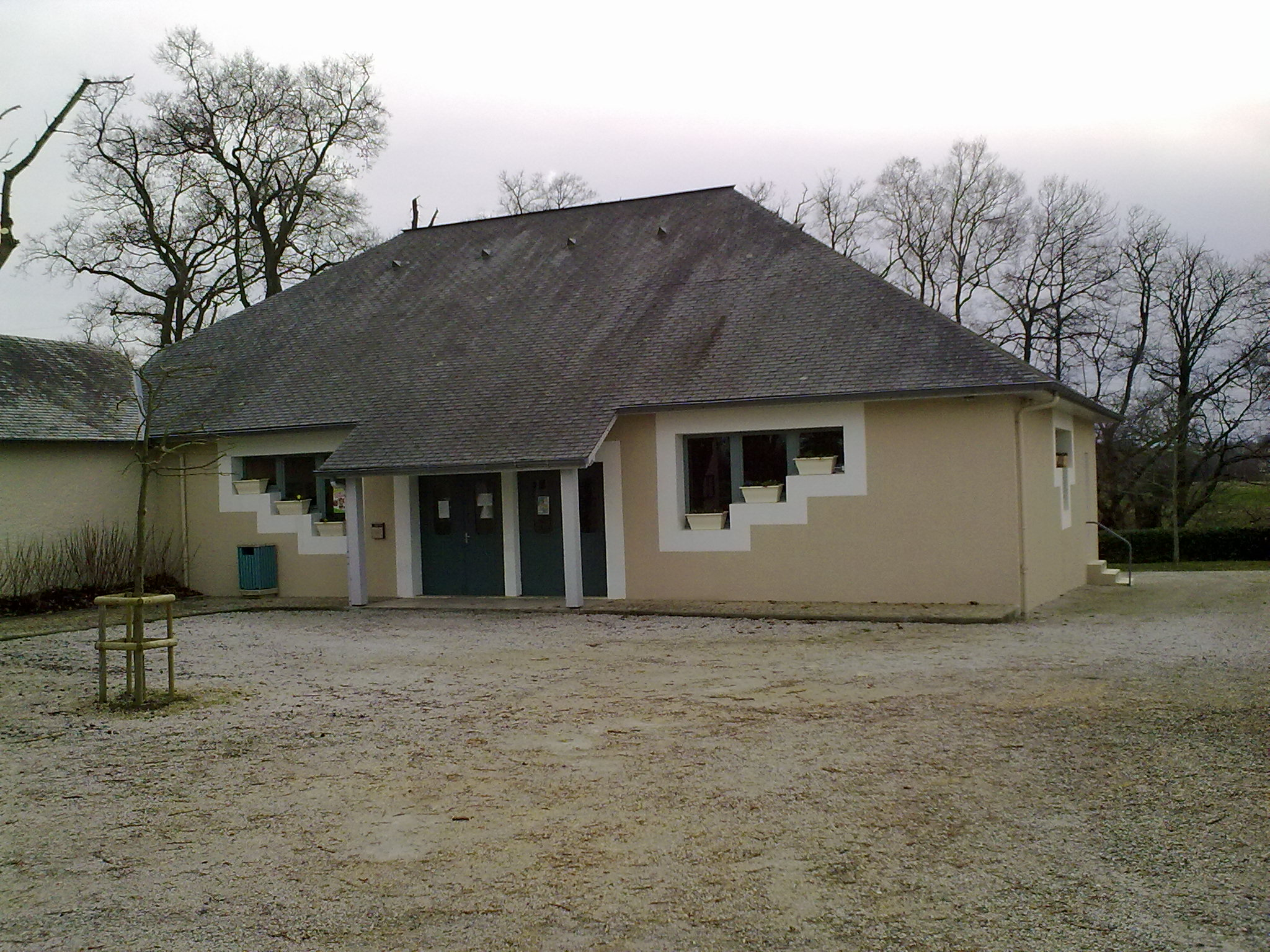
Зал
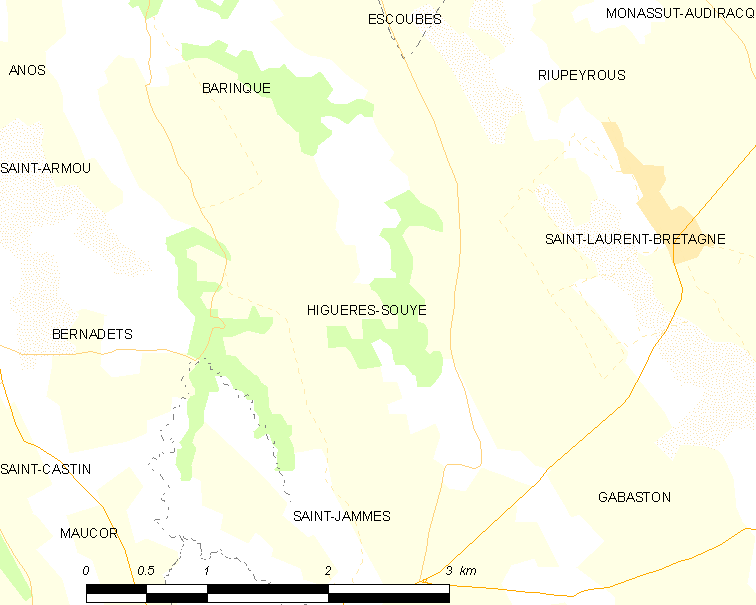
Карта коммуны